# Jorge Colalillo
Jorge Alberto Colalillo (Avellaneda, Buenos Aires, 23 de diciembre de 1962) es un exfutbolista argentino que jugaba como defensor.

## Trayectoria

### El Porvenir
Colalillo debutó con la camiseta de El Porvenir en 1984. Jugó en el club hasta 1989 y disputó más de 140 partidos con la institución.

### Atlético Tucumán
De cara a la temporada 1989/90 se mudó a San Miguel de Tucumán, para jugar en Atlético Tucumán. Vistió la camiseta de decano durante una temporada.

### Los Andes
En 1991 volvió a Buenos Aires y se sumó a Los Andes. En el mil rayitas se retiró del fútbol.

## Clubes
| Club             | País      |
| ---------------- | --------- |
| El Porvenir      | Argentina |
| Atlético Tucumán | Argentina |
| Los Andes        | Argentina |